# Izu-eilanden

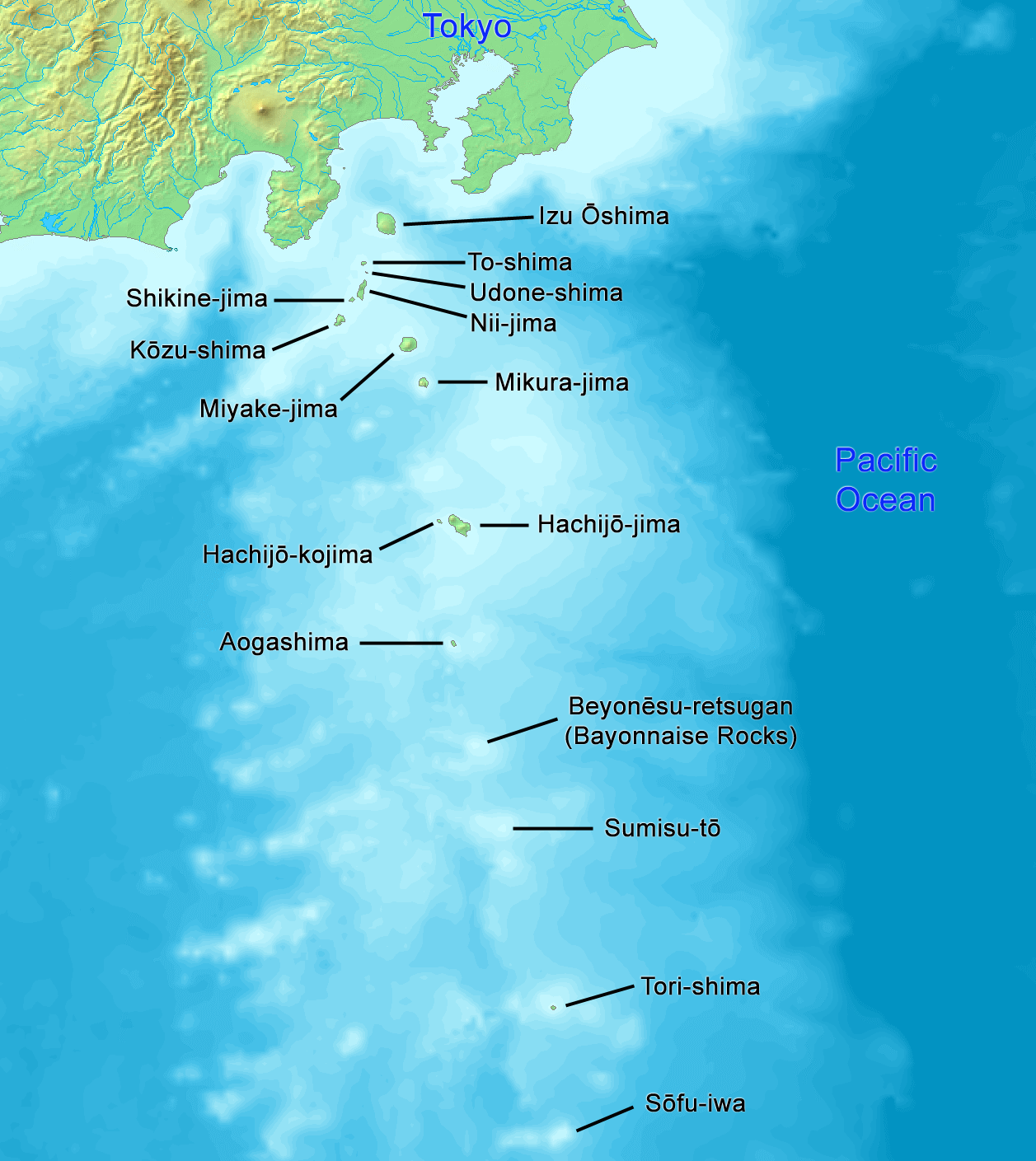
Locatie van de eilandengroep

De Izu-eilanden (Japans: 伊豆諸島, Izu-shotō) zijn een groep vulkanische eilanden in Japan die ten zuidoosten van het schiereiland Izu liggen. Ze behoren bestuurlijk gezien tot de prefectuur Tokio.
Het grootste eiland van de zeven is Izu Ōshima (伊豆大島, Izu-ōshima), dat tevens het dichtst bij Tokio is gelegen. De andere eilanden zijn Toshima, Niijima, Kozushima, Miyakejima, Mikurajima en Hachijojima. Deze eilanden zijn bekend door hun prachtige landschappen en aangename lentes. Het is een geliefkoosd vakantieoord voor veel Japanners. Zuidelijker liggen ook nog de Bayonnaise Rocks die ook tot de archipel behoren.
De eilanden worden ook wel de "Izu Zeven Eilanden" genoemd.

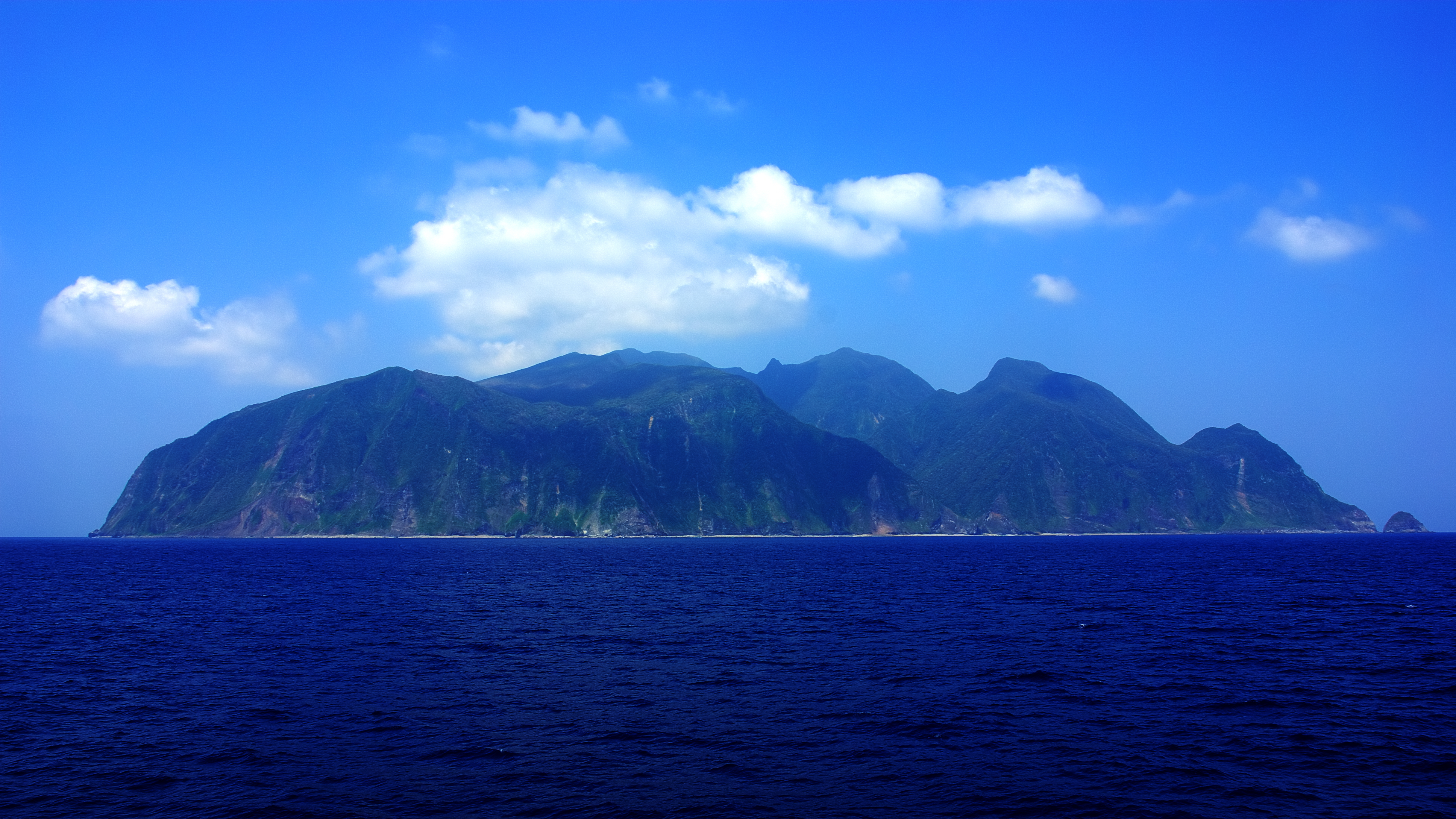
Het eiland Mikurajima

Door vulkanische activiteiten moesten in augustus 2000 veel eilandbewoners de eilanden verlaten en in begin 2005 wonen de meeste daarvan nog steeds gedwongen op andere plaatsen in Japan.